# Tomáš Koudela
Tomáš Koudela (Brandýs nad Labem-Stará Boleslav, 1 april 1992) is een Tsjechisch wielrenner die in 2016 reed voor SKC Tufo Prostějov. Waar hij tevens zijn loopbaan als professioneel wielrenner afsloot.

## Overwinningen
2014
 Tsjechisch kampioen op de weg, Beloften

## Ploegen
- 2013 –  Etixx-iHNed
- 2014 –  Gebrüder Weiss-Oberndorfer
- 2015 –  SKC Tufo Prostějov
- 2016 –  SKC Tufo Prostějov

Alaphilippe · Bouvry · Hník · D. Hoelgaard · M. Hoelgaard · Konrad · Koudela · Sénéchal · Spokes · Vakoč · Verhelst · Wiśniowski · Rumac (stagiair)
Edmüller · Gazvoda · Gogl · Holzinger · Kendler · Koudela · Kratochvila · Kuen · Lechner · Meier · Meiler · Müller · Ranacher · Reiter